# 山口未翼

山口 未翼（やまぐち みよく、6月28日 - ）は、三重テレビ放送の元アナウンサー。
岡山県備前市出身。就実高等学校を経て大阪芸術大学卒業後1年半の浪人生活を経て、2008年10月三重テレビに入社した。2009年に同社のアナウンサー地上デジタル放送推進大使に指名され（多森成子は外部タレントの気象予報士である）、夏のイベントから仕事を開始している。
2016年7月21日付けのブログにて7月末での退社を発表。

## 担当する番組
- 三重テレビニュース
- 欽ちゃんのニッポン元気化計画
- とってもワクドキ!（月曜日）
- エムテレメッセ（月曜日）
- 伊勢神宮 心のふるさと（木曜日 21:50～21:56）